# Draadgentiaan
Draadgentiaan (Cicendia filiformis) is een plant uit de gentiaanfamilie (Gentianaceae). De plant wordt, volgens vegetatiekundige Victor Westhoff, vaak beschouwd als 'het kleinste bloeiende plantje van Nederland'.

## Determinatie
De plant is 0,2 à 1,5 cm groot. Aan de voet heeft de plant twee tot drie, in een rozet groeiende bladparen. De bloemstengel, die tijdens de bloei van onderen af bruinrood verkleurt, heeft aan het eind een zwavelgele bloem. Vaak is echter de bloemstengel vertakt, met aan ieder uiteinde een bloeiwijze. Aan de bloeistengel zitten twee lancetvormige schutblaadjes. De bloemen zijn viertallig, de kelk heeft korte driehoekige tanden. De bloemkroon is tot op de helft gespleten in langwerpige slippen.

## Bloeitijd
Draadgentiaan is een eenjarige plant. De plant kiemt in de zomer nadat de groeiplaats, die 's winters onder water staat, is drooggevallen. De bloei valt in de nazomer, van half juli tot in oktober.

## Ecologie
De soort komt voor op vochtige, iets humeuze zandgronden op open plekken. De voorkeur gaat uit naar voedselarme terreinen die in de winter onder water staan, maar in de loop van het voorjaar droog vallen. Van belang is dat de bovenste bodemlagen iets verdicht zijn. Groeiplaatsen zijn te vinden in duinvalleien, op zandpaden, langs de randen van poelen in heidevelden, in zandafgravingen, op ijsbanen en langs vers gegraven greppels.

### Syntaxonomie
Draadgentiaan staat te boek als exclusieve kensoort voor de draadgentiaan-associatie (Cicendietum filiformis), een plantengemeenschap behorende tot het dwergbiezen-verbond. Ze kan dan worden aangetroffen samen met andere kleine planten, zoals dwergvlas, dwergrus, dwergzegge, borstelbies, dwergbloem, wijdbloeiende rus, waterpostelein en oeverkruid.

## Verspreiding
Het plantje komt voor in West-Europa tot 53 °N.Br. Verder zijn er verspreid groeiplaatsen aangetroffen in het Middellandse Zeegebied en op de Azoren.

### Verspreiding in Nederland
Nederland was lange tijd een van de belangrijkste zwaartepunten van het verspreidingsgebied van de soort. Op de zandgronden was de soort soms plaatselijk algemeen, onder andere in Twente. Vanaf 1950 is draadgentiaan echter sterk achteruitgegaan en uit grote delen van Nederland verdwenen. De belangrijkste groeiplaatsen zijn te vinden op het waddeneiland Terschelling, het enige gebied in de Nederlandse duinen waar de soort bestendig voorkomt. Soms kan draadgentiaan op oude groeiplaatsen na jarenlange afwezigheid weer opduiken nadat de bodem is afgeplagd. De kleine plant is zo als resultaat van natuurontwikkelingsprojecten anno 2015 teruggekeerd op meerdere plaatsen in Noord- en Oost-Nederland.

## Bescherming
De soort komt voor op de Nederlandse en Vlaamse Rode Lijst (planten). In Nederland is de soort niet wettelijk beschermd.